# Gework Dawtian
Gework Dawtian (orm. Գևորգ Դավթյան; ur. 4 stycznia 1983 w Leninakanie) – ormiański sztangista, brązowy medalista olimpijski i wicemistrz świata.

## Kariera
Pierwszy sukces w karierze osiągnął w 2006 roku, kiedy na mistrzostwach Europy we Władysławowie zdobył złoty medal. Pokonał tam Rosjanina Władisława Łukanina i Georgiego Markowa z Bułgarii. Wynik ten powtórzył na rozgrywanych rok później mistrzostwach Europy w Strasburgu, gdzie wyprzedził swego rodaka, Arę Chaczatriana i Turka Tanera Sağıra. W 2007 roku zdobył także srebrny medal podczas mistrzostw świata w Chiang Mai, rozdzielając na podium Bułgara Iwana Stojcowa i Chińczyka Li Hongli. W 2008 roku wystartował na igrzyskach olimpijskich w Pekinie, gdzie zdobył brązowy medal w wadze średniej. W zawodach tych wyprzedzili go jedynie Sa Jae-hyouk z Korei Południowej i Li Hongli. Był to jego jedyny start olimpijski.